# Tarhana
Tarhana ou trahana é uma preparação culinária típica da Ásia Central, mas também popular no Médio Oriente e nos Balcãs, composta por uma mistura de vegetais cozinhados, incluindo ervas aromáticas, com farinha de trigo ou triguilho e iogurte, que se deixa fermentar ao ar livre durante alguns dias e depois se seca e se transforma num granulado, que pode ser reidratado para fazer uma sopa.  Em algumas regiões da Turquia, usa-se farinha de milho em vez de trigo, ou junta-se farinha de grão-de-bico. 
Para preparar a sopa, dissolve-se tarhana em água e deixa-se durante algum tempo; depois junta-se puré de tomate e de pimentão, caldo de galinha e manteiga, leva-se ao lume e aquece em lume brando, mexendo sempre. Serve-se quente, podendo ser adicionado de queijo feta esfarelado.
Trahana é também considerada a “sopa nacional” do Chipre e a diferença em relação às receitas turcas é que se usa limão, em vez do tomate. A base, em si, ou “trakhana”, é o resultado da secagem duma pasta de farinha e iogurte, feita tradicionalmente quando os aldeãos tinham excesso de leite.
Na Grécia, a trahana era tradicionalmente preparada com farinha de trigo, leite, iogurte ou soro proveniente do fabrico de queijo, o que dava lugar a dois tipos de trahana, a “doce” e a “ácida”, utilizadas para pratos com as mesmas caraterísticas. Mais recentemente, principalmente depois da industrialização dos alimentos, a trahana passou a ser feita com farinha, água e por vezes ovos, como uma massa alimentícia, que é usada ainda fresca para engrossar uma sopa ou preparar comida para um bebé, ou se deixa secar. Para além desta utilização, a trahana pode ainda ser transformada num gratin ou numa espécie de risotto. 
Na Bósnia, a trahana ou tarhana é usada para sopas e também para comida para bebés. É considerada uma especialidade nacional, reforçada por provérbios como  “trahana, glavna hrana za godinu dana!“ (“trahana, a grande comida do ano”!) e "trahana, bošnjačka hrana!" ou “trahana, comida dos bósnios”  
No Médio Oriente, o equivalente a tahrana (também chamado assim na Arménia) é “kishk”, “kishik” ou “kashk” (no Irão) e é basicamente preparado da mesma forma e transformado em vários pratos diferentes.  O kashk do Irão pode ser feito com trigo ou cevada, iogurte ou leitelho e pode usar-se na forma líquida, ou seca (a palavra significa “iogurte seco”).  No Egito “kishk” é tradicionalmente, um granulado feito com grãos de trigo partidos, provenientes da limpeza do trigo para farinar, misturados com soro de queijo, deixados fermentar e secar; para além de ser a matéria prima normal para o pequeno almoço, era também usada num prato rápido, frito em ghee e cozinhado com ovos, tomate ou pedaços de carne já cozinhada.  Modernamente, kishk é farinha cozida com iogurte, temperada com alho e cebola frita, e transformada numa espécie de sopa, juntando caldo de galinha. 